# Ventura Rodríguez (stacja metra)
Ventura Rodríguez – stacja metra w Madrycie, na linii 3. Znajduje się na granicy dzielnic Moncloa-Aravaca i Centro, w Madrycie i zlokalizowana pomiędzy stacjami Argüelles, Plaza de España. Została nazwana na cześć hiszpańskiego architekta barokowego Ventury Rodrigueza, który zaprojektował wiele madryckich budynków. Stację otwarto 15 lipca 1941.